# William Murray, markis av Tullibardine
William Murray, markis av Tullibardine, född den 14 april 1689, död den 9 juli 1746, var en skotsk ädling, son till John Murray, 1:e hertig av Atholl.
Tullibardine deltog i 1715 års jakobitiska resning, dömdes med anledning därav fredlös och måste fly till kontinenten. Han deltog 1719 i ett misslyckat försök till resning i högländerna, åtföljde 1745 pretendenten Karl Edvard Stuart vid dennes invasion i Skottland och utvecklade den 16 augusti samma år det stuartska standaret vid Glenfinnan. Efter jakobiternas nederlag vid Culloden (16 april 1746) måste Tullibardine ge sig fången, och han dog några månader senare i Towern.